# CB Islas Canarias
Le Club Baloncesto Islas Canarias, ou CB Cajacanarias, est un club espagnol de basket-ball basé à Las Palmas (Îles Canaries). Le club appartient à la Liga Femenina, soit le plus haut niveau du championnat espagnol

## Entraîneurs successifs
- Depuis ? : Miguel Lopez

## Palmarès
- Vainqueur de la Coupe Ronchetti : 1999
- Finaliste de la Coupe Ronchetti : 2000
- Finaliste de l'Eurocoupe : 2003

## Joueuses célèbres ou marquantes
- Astou Ndour